# Bonndorf im Schwarzwald
Bonndorf im Schwarzwald (letteralmente: «Bonndorf nella Foresta Nera») è un comune tedesco di 6.856 abitanti, situato nel land del Baden-Württemberg, nel circondario di Waldshut.
Bonndorf è nota per il suo castello, col museo delle maschere carnevalesche, e il "giardino giapponese". È sede della seconda più antica cassa di risparmio della Germania (la Sparkasse Bonndorf-Stühlingen), fondata nel 1765 dal principe-abate Martin Gerbert.

## Geografia fisica

### Posizione geografica
Bonndorf si trova nel sudovest della Germania, a 18 chilometri dal confine svizzero di Stühlingen/Schleitheim; lo Schluchsee si trova a circa 15 chilometri di distanza. Il suo territorio è compreso fra i 600 ed i 1.050 metri d'altezza, la montagna più alta è il Lindenbuck.

### Municipalità vicine
Bonndorf confina ad ovest con il comune di Schluchsee, a nordovest con il comune di Lenzkirch e a nord con Löffingen (tutti comuni del circondario Brisgovia-Alta Foresta Nera). Ad est confina con il comune di Wutach, a sudest con Stühlingen e a sud con Grafenhausen (tutti del circondario di Waldshut).

### Frazioni
Frazioni coi rispettivi abitanti (al 31 dicembre 2009):
|          |            |      |       |            |              |            |              |             |
| Bonndorf | Brunnadern | Boll | Ebnet | Dillendorf | Gündelwangen | Holzschlag | Wellendingen | Wittlekofen |
| 4.848    | 82         | 135  | 82    | 293        | 570          | 154        | 539          | 195         |

## Origini del nome
Il nome della città deriva, dice la leggenda, dai fagioli (in tedesco Bohnen), coi quali, pare, i cittadini esprimevano il proprio voto nelle decisioni pubbliche. Un'altra fonte fa risalire il nome al celtico buona, correlato con la parola baunos (costruito, abitato), o alle parole boum, bôm, bôn (dal celtico bona - albero): secondo quest'ultima interpretazione Bonndorf significherebbe quindi "villaggio fra gli alberi".

## Storia

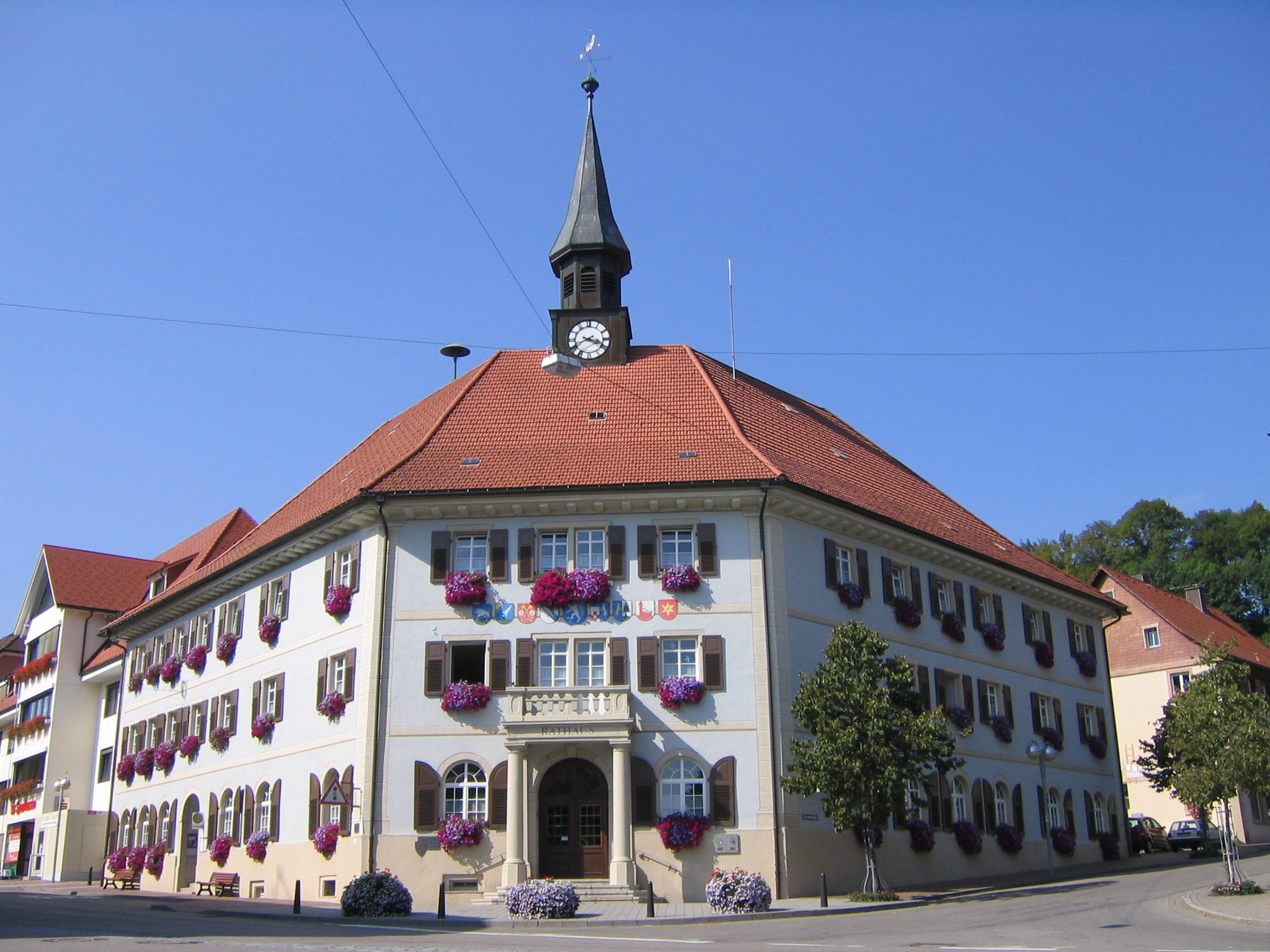
Il municipio di Bonndorf con i simboli di tutte le frazioni

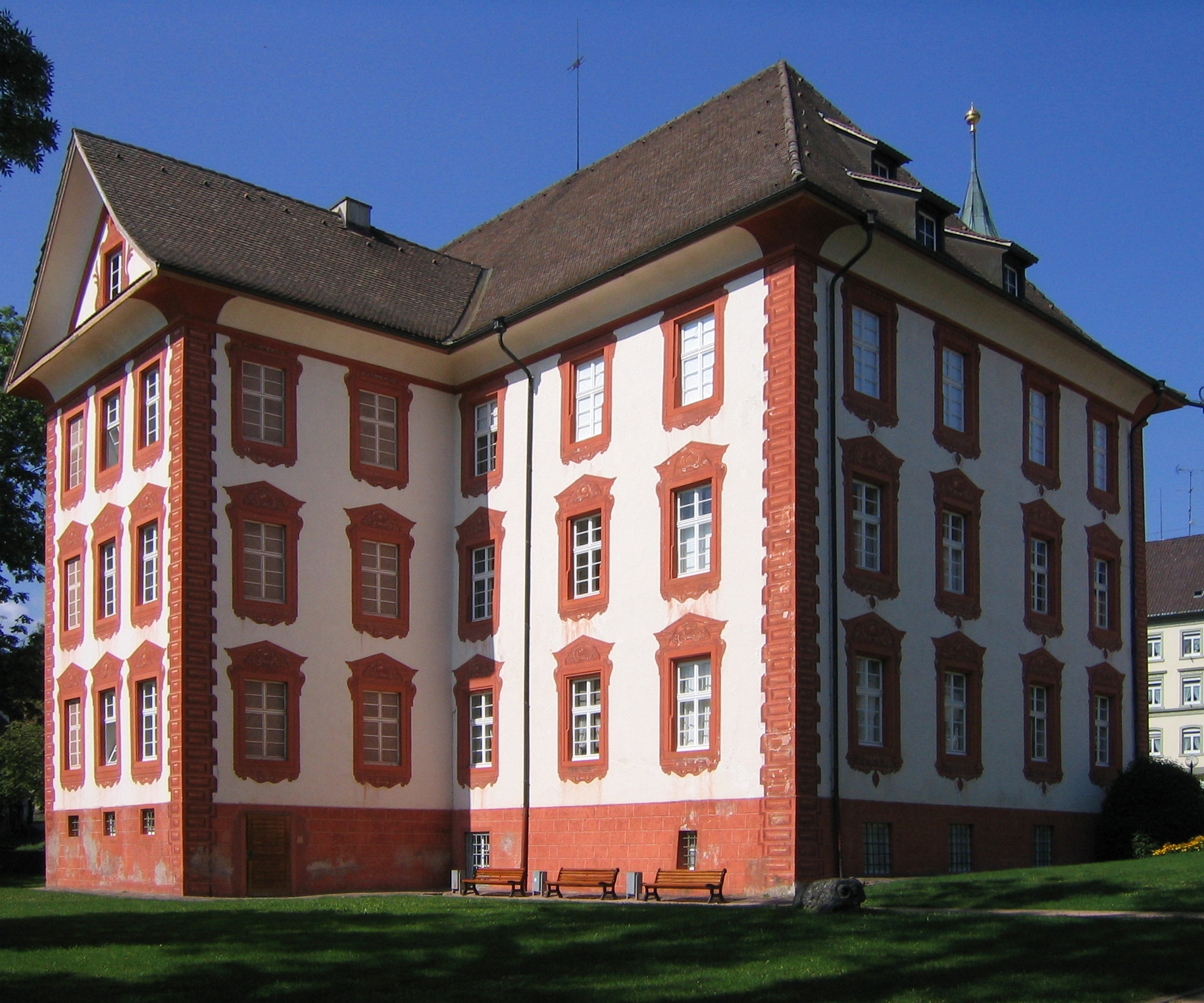
Il castello

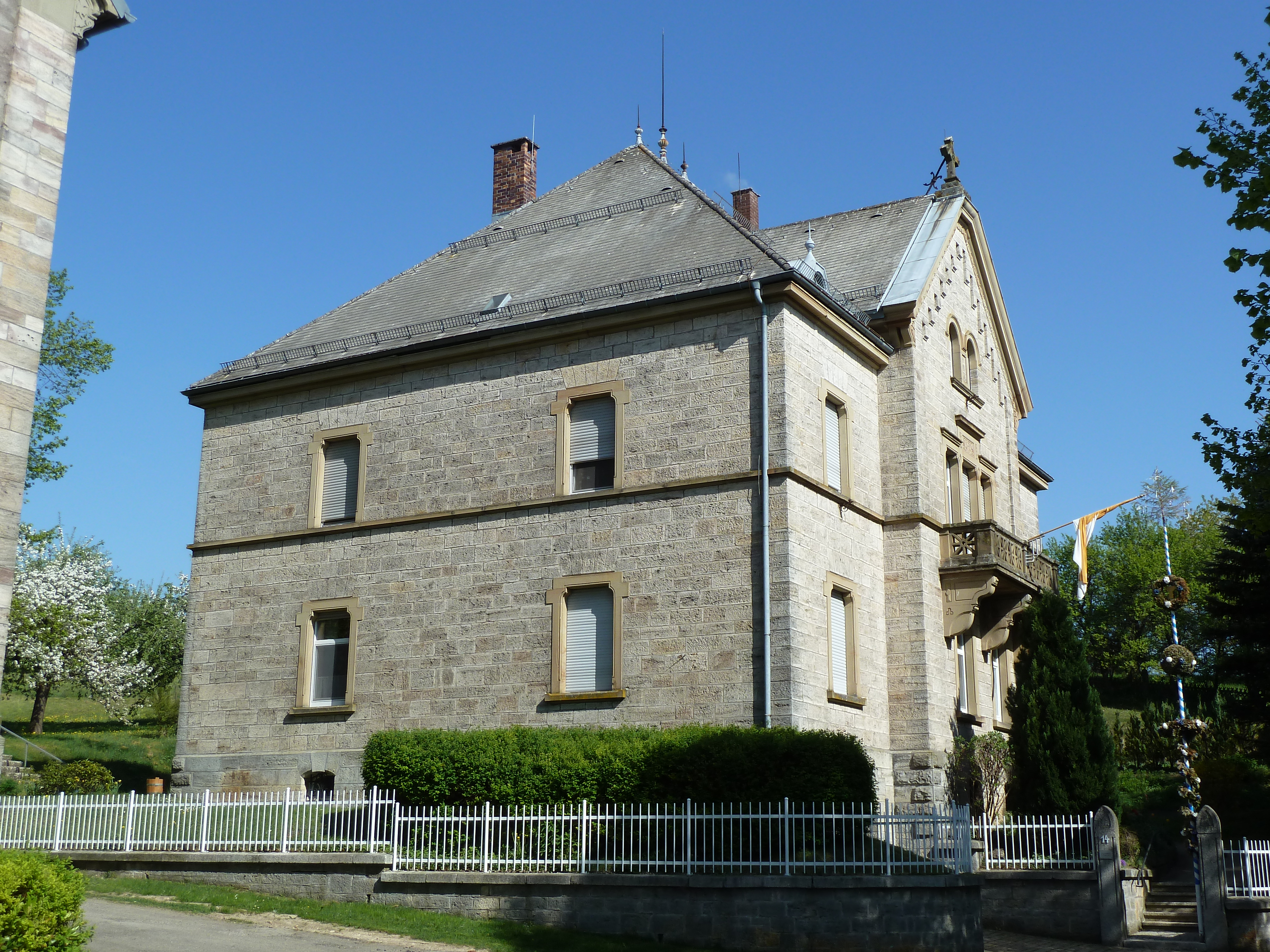
La chiesa dei Santi Pietro e Paolo, con varie opere realizzate dall'artista Franz Joseph Simmler.

L'area attorno a Bonndorf era già abitata nell'età della pietra.
Dopo essere stata sede di insediamenti celti e germani, a partire dal 260 divenne territorio alemanno. Nel 1877 a Bettmaringen (oggi Stühlingen), fu ritrovata una fibbia dell'epoca, e accanto tracce di sepolture alemanne.
Nel 496 il territorio alemanno entrò a far parte del regno dei Franchi, venendo suddiviso in gau. La zona di Bonndorf era parte dell'Albgau, governato dai conti di Gurtweil.
Il primo riferimento documentario alla città risale al 1223, e si trova oggi nell'archivio di Stato di Basilea.
I conti erano legati ai signori di Bonndorf da un feudo: dopo il 1290 Bonndorf cambiò più volte proprietà in seguito a contratti di vendita o di matrimonio. Con l'estinzione della casata dei von Lupfen nel 1582, si accese una disputa ereditaria sulla zona, placata infine per intervento dell'imperatore Rodolfo II.
Nel 1609 Bonndorf fu acquistata dall'abbazia di St. Blasien. In virtù di tale acquisizione Bonndorf, sino ad allora sotto la diretta autorità imperiale, passò sotto il governo degli abati del monastero, ed ebbe una rappresentanza alla Dieta di Svevia (1638).
Nel 1746 l'abate di St. Blasien venne innalzato al titolo di Reichsfürst (principe dell'Impero). La contea di Bonndorf divenne dunque un principato.
Nel 1803, in età napoleonica, le proprietà del monastero di St. Blasien vennero alienate. Nel 1806 infine Bonndorf - dopo i brevi governi dei Cavalieri di Malta (1803-1805) e dei sovrani del Württemberg (1805-1806) - divenne parte del Granducato di Baden.
Nel 1815 Bonndorf divenne sede di distretto; per le necessità amministrative nel corso degli anni trovarono sede nel castello la corte di giustizia, il notariato e la sovrintendenza alle acque e alle foreste.
Nel 1924 il distretto fu sciolto e Bonndorf assegnata al distretto rurale dell'Alta Foresta Nera, rimasto in vita sino alla riforma delle suddivisioni regionali (1967-1975), quando Bonndorf entrò a far parte del distretto di Waldshut, cui a tutt'oggi appartiene.
Il rango di città, accordato a Bonndorf nel 1891, venne revocato nel 1935; nel 1951 le fu nuovamente concesso dal presidente del Baden Leo Wohleb.

### Religione
Bonndorf è a maggioranza cattolica. Solo dal XIX secolo vi risiedono protestanti e del 1875 è la prima testimonianza riguardo alla presenza di ebrei. Oggi, oltre alle due maggiori comunità cristiane, Bonndorf ne ospita anche una islamica con un proprio luogo di culto. Sono anche rappresentate la Chiesa Neo-Apostolica e 
i Testimoni di Geova.
Nel 1402 la città fu donata da Rudolf von Wohlfurt e dalla di lui moglie al convento di San Paolo, che dedicò la chiesa al proprio santo. Il monastero, consistente di 10-12 monaci, apparteneva alla diocesi di Costanza, e si trovava nell'odierno Martinsgarten di Bonndorf.
Il vescovo di Costanza sollevò il monastero da ogni obbligo e servizio, e tali privilegi durarono sino a che il concilio di Costanza elesse papa Martino V (1417)
Dopo l'acquisto della signoria di Bonndorf da parte del monastero di St. Blasien l'abate di questo ebbe autorità anche sul monastero di Bonndorf. Nel 1731 il monastero della città fu ristrutturato ed ampliato. Con lo scioglimento degli ordini monastici nel 1807 fu chiuso.
La comunità evangelica fu fondata nel 1873 e fu la maggiore comunità tedesca della diaspora. Teneva le proprie riunioni inizialmente nella cappella del castello (Schlosskapelle, costruita nel 1727), dal 1934 fu innalzata a parrocchia, nel 1953 stabilì una propria chiesa (l'odierna Pauluskirche) con una sala per la comunità e un alloggio per il pastore.

### Sviluppo demografico
Nel 1855 Bonndorf contava 1.212 abitanti. Questo numero crebbe negli anni: 1.600 nell'anno 1900, 2.100 nel 1950, 3.400 nel 1970, 5.364 nel 1980, fino ai 6.898 del 2009.

## Politica

### Borgomastri dal 1945
- 1945: Fritz Göggel
- 1º agosto 1945: Erwin Leser
- 1946 - 1957: Leo Speck
- 1958 - 1972: Oskar Stöckle
- 1973 - 1992: Peter Folkerts
- 1992 - 2021: Michael Scharf

2021 - in carica : Marlon Jost

### Insegne
Gli antichi signori di Bonndorf innalzavano come scudo una stella sopra una montagna a tre picchi.
Il leone argentato in campo blu, che oggi rappresenta la città, apparve la prima volta nel 1304; dice la tradizione che l'insegna appartenesse ai signori di Krenkingen, sebbene questi non abbiano mai innalzato un leone nel proprio stemma: probabilmente è da ricondursi al leone degli Asburgo.

## Amministrazione

### Gemellaggi
Bains-les-Bains, dal 1975

## Cultura e luoghi di interesse
Bonndorf è uno dei luoghi principali del Carnevale, e quella di Pflumeschlucker ("succhiaprugne") è una delle maschere più importanti della tradizione svevo-alemanna.

### Musei
Il museo delle maschere (Narrenstuben), ospitato nel castello, raccoglie una grossa collezione di maschere ed oggetti relativi al Carnevale.
Il centro culturale (Kulturzentrum Schloss Bonndorf) ospita nel corso dell'anno mostre, concerti e pubbliche letture.
Nella frazione di Boll si trova un mulino-museo risalente al 1610, visitabile un giorno a settimana e nella "Giornata dei mulini".

### Edifici
Il castello (Bonndorfer Schloss) sorse nel 1592-1594, e nel 1723-1726 ad opera del principe abate di St. Blasien venne ristrutturato in forme barocche. Fu restaurato negli anni settanta ed ospita oggi il Narrenstuben, il notariato, il centro culturale, la biblioteca comunale e una sala concerti.
Al castello si raffronta la vecchia sede della cassa di risparmio (Alte Sparkasse). L'edificio ottocentesco ha ospitato l'istituto di credito sino al trasferimento nella nuova costruzione a fianco del municipio.
L'odierna chiesa di rito cattolico, ubicata nella parte alta della città, fu inizialmente la cappella del convento di San Paolo. Nella notte fra il 29 e il 30 giugno 1842 andò a fuoco; fu ricostruita nel 1850 da Josef Berckmüller, su commissione dei granduchi del Baden, ad imitazione dello stile tardoromanico-neogotico. Dal 1972 al 1974 l'interno è stato completamente rinnovato.
La Schlosskapelle fu costruita nel 1727 in vicinanza del castello per volere dell'abate 
Blasius III, e si trovava sotto la giurisdizione del vescovo di Costanza. Come patroni furono scelti i santi Biagio e Nicola.
La cappella fu demolita alla fine del XIX secolo e ricostruita nella posizione attuale nelle vicinanze della scuola elementare. Dal 1873 servì come luogo di culto per la comunità protestante.

### Parchi
Col restauro del castello è stato rinnovato anche il relativo parco, nelle forme dell'odierno giardino giapponese.

## Economia ed infrastrutture

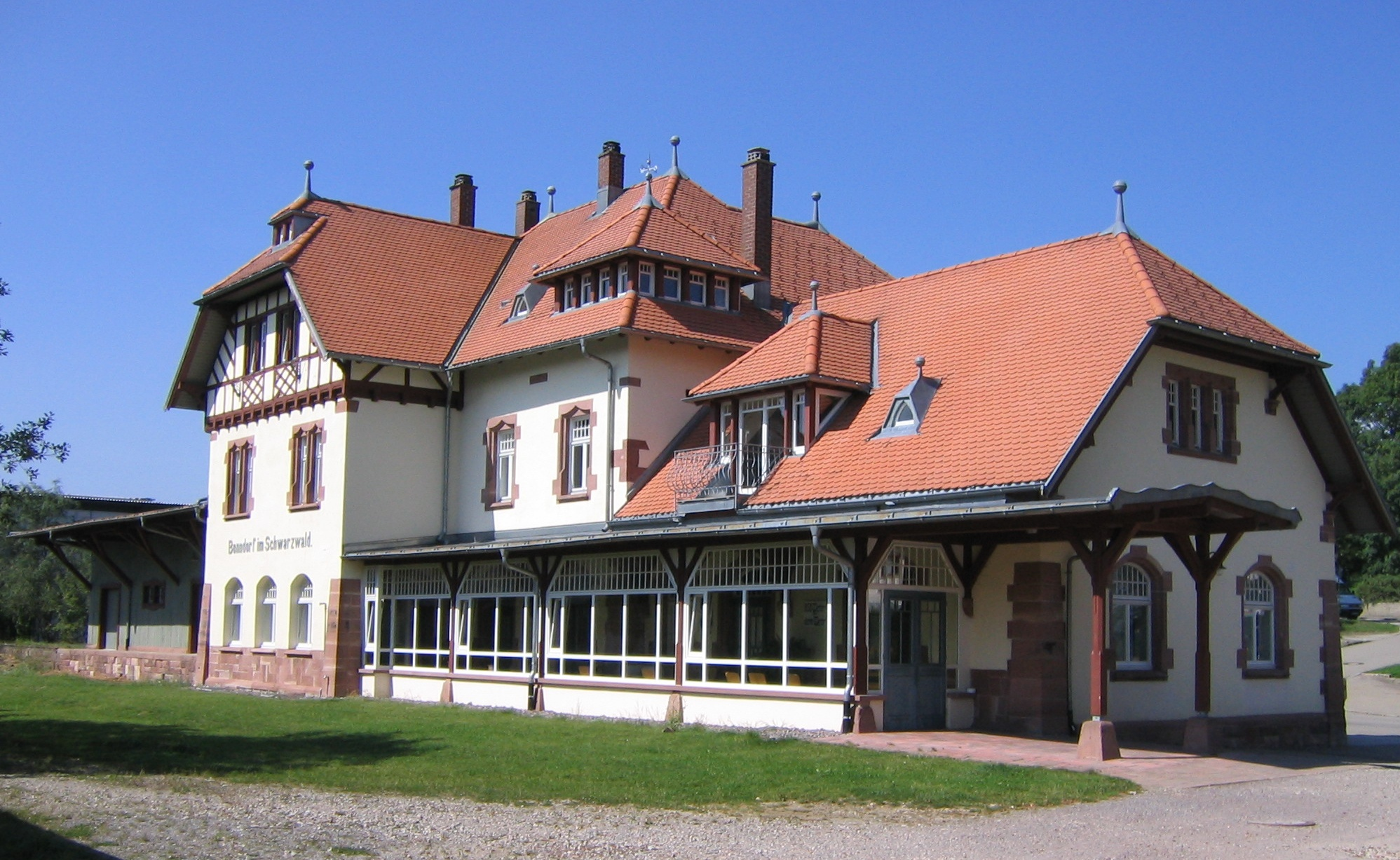
La vecchia stazione ferroviaria

### Collegamenti
Bonndorf si trova sulla strada federale B 315. Fra il 1907 e il 1976 Bonndorf fu dotata di un collegamento ferroviario, diramazione verso la stazione di Kappel-Gutachbrücke della linea Höllentalbahn. La vecchia stazione esiste tuttora.

### Attività produttive
A Bonndorf ha sede la Adler OHG, una delle più importanti ditte produttrici del rinomato Schwarzwälder Schinken, il prosciutto affumicato della Foresta Nera.
Un'altra importante azienda è la Dunkermotoren, parte della Alcatel-Lucent Deutschland AG e leader nel campo dell'automazione industriale.
La Hectronic, con 140 dipendenti (nella sola sede di Bonndorf) è un'altra importante realtà imprenditoriale della zona. Conosciuta a livello internazionale, lavora nel campo dei sistemi di parcheggio e dei sistemi di misurazione per carburanti (stazioni di rifornimento, sonde e indicatori di livello).

### Educazione
Bonndorf offre tutti i livelli dell'istruzione primaria, servendo anche l'area delle municipalità di Wutach e parte di quelle di Grafenhausen e Ühlingen-Birkendorf. Esiste inoltre una scuola per studenti con difficoltà nell'apprendimento.